# 사랑이 찾아온 여름
《사랑이 찾아온 여름》(영어: My Summer of Love)은 2004년 개봉한 미국의 드라마 영화이다. 파베우 파블리코프스키가 감독과 공동각본을 맡았으며, 헬렌 크로스의 동명 소설이 영화의 원작이다. 2004 영국 아카데미상 영국 작품상 수상작이다.

## 출연

### 주연
- 나탈리 프레스
- 에밀리 블런트

### 조연
- 패디 콘시딘
- 딘 앤드류스
- 폴 안토니-바버
- 캐스린 섬너

## 기타
- 미술: 존 스티븐슨
- 의상: 줄리안 데이
- 배역: 버피 홀